# Makato
Makato ist eine philippinische Stadtgemeinde in der Provinz Aklan. Sie hat 27.262 Einwohner (Zensus 1. August 2015). In der Gemeinde befindet sich ein Campus der Aklan State University, der das College Teacher Education Center beherbergt.

## Baranggays
Makato ist politisch unterteilt in 18 Baranggays.
| - Agbalogo - Aglucay - Alibagon - Bagong Barrio - Baybay - Cabatanga - Cajilo - Calangcang - Calimbajan | - Castillo - Cayangwan - Dumga - Libang - Mantiguib - Poblacion - Tibiawan - Tina - Tugas |